# Catherine Massip
Catherine Massip (* 12. Mai 1946 in Paris) ist eine französische Kuratorin für Bibliotheken und Musikwissenschaftlerin.

## Leben
Massip studierte an der École Normale de Musique de Paris, dem Pariser Konservatorium, wo sie erste Preise in Musikgeschichte und Musikwissenschaft gewann, und schließlich an der École nationale des chartes, wo sie 1973 ihr Diplom erhielt. 
1973 wurde sie zur Kuratorin der Musikabteilung der Bibliothèque nationale de France ernannt. Sie verbrachte ihre gesamte Karriere dort und leitete die Abteilung von 1988 bis 2012.
Massip lehrte Musikwissenschaft an der École pratique des hautes études und forschte am Institut de recherche sur le patrimoine musical en France. 

## Werke
- Les musiciens à Paris au milieu du XVII siècle (1643–1661). Institutions et condition sociale, Paris 1973
- Wagner, le Ring en images, Paris 1994